# Arrogant-Klasse (1682)
Die Arrogant-Klasse war eine Klasse von zwei 50/60-Kanonen-Linienschiffen der französischen Marine, die von 1682 bis 1709 in Dienst stand.

## Allgemeines
Die Klasse wurde von dem Marinearchitekten Jacques Doley entworfen und von Étienne Salicon im Marinearsenal von Le Havre zwischen 1681 und 1683 gebaut.

## Einheiten
| Name     | Bauwerft                   | Kiellegung  | Stapellauf   | Indienststellung | Verbleib |
| -------- | -------------------------- | ----------- | ------------ | ---------------- | --- |
| Arrogant | Arsenal du Havre, Le Havre | August 1681 | 6. Mai 1682  | Dezember 1682    | Im Mai 1705 durch die Royal Navy gekapert; als Arrogant in Dienst, im Januar 1709 mit der gesamten Besatzung verloren gegangen |
| Brave    | Arsenal du Havre, Le Havre | Juni 1682   | 7. Juni 1683 | Oktober 1683     | Im Jahr 1697 außer Dienst |

## Technische Beschreibung
Die Klasse war als Batterieschiff mit zwei durchgehenden Geschützdecks konzipiert und hatte eine Länge von 42,88 Metern (Geschützdeck) bzw. 36,71 Metern (Kiel), eine Breite von 11,53 Metern und einen Tiefgang von 5,85 Metern bei einer Verdrängung von 900 Tonnen. Sie waren Rahsegler mit drei Masten (Fockmast, Großmast und Kreuzmast). Der Rumpf schloss im Heckbereich mit einem Heckspiegel, in den Galerien integriert waren, die in die seitlich angebrachten Seitengalerien mündeten.
Die Bewaffnung der Klasse bestand bei Indienststellung aus 50 Kanonen variierte aber in Anzahl und Kaliber im Laufe der Dienstzeit.
|      | Unteres Batteriedeck           | Oberes Batteriedeck | Backdeck      | Achterdeck    | Kanonen (Geschossgewicht) |
| ---- | ------------------------------ | ------------------- | ------------- | ------------- | ------------------------- |
| 1688 | 6 × 24-Pfünder 18 × 18-Pfünder | 24 × 12-Pfünder     | 4 × 4-Pfünder | 8 × 4-Pfünder | 60 Kanonen (196,781 kg)   |

## Besatzung
Die Besatzung hatte im Frieden eine Stärke von 307 Mann (7 Offiziere und 300 Unteroffiziere bzw. Mannschaften).

## Bemerkungen
1. ↑  Bei der Berechnung des Gewichtes einer Breitseite kann es zu Unterschieden kommen, da in der damaligen Zeit ein Pfund, je nach Land, unterschiedliche Gewichtswerte hatte. Das französische Livre hatte z. B. ein Gewicht von 489,506 Gramm während das englische Pound ein Gewicht von 453,592 Gramm hatte.